# Pärnamäe
Pärnamäe är en ort i Estland. Den ligger i Viimsi kommun och landskapet Harjumaa, i den nordvästra delen av landet, 10 km nordost om huvudstaden Tallinn. Pärnamäe ligger 52 meter över havet och antalet invånare är 1 191.
Terrängen runt Pärnamäe är platt. Runt Pärnamäe är det ganska tätbefolkat, med 248 invånare per kvadratkilometer. Närmaste större samhälle är Tallinn, 9,7 km sydväst om Pärnamäe. I omgivningarna runt Pärnamäe växer i huvudsak blandskog.